# Galium minutulum
Galium minutulum är en måreväxtart som beskrevs av Claude Thomas Alexis Jordan. Galium minutulum ingår i släktet måror, och familjen måreväxter. Inga underarter finns listade i Catalogue of Life.